# Municipio de Washington (condado de Grant, Indiana)
El municipio de Washington (en inglés: Washington Township) es un municipio ubicado en el condado de Grant en el estado estadounidense de Indiana. En el año 2010 tenía una población de 3803 habitantes y una densidad poblacional de 42,82 personas por km².

## Geografía
El municipio de Washington se encuentra ubicado en las coordenadas 40°36′54″N 85°36′36″O / 40.61500, -85.61000. Según la Oficina del Censo de los Estados Unidos, el municipio tiene una superficie total de 88.82 km², de la cual 88,42 km² corresponden a tierra firme y (0,45 %) 0,4 km² es agua.

## Demografía
Según el censo de 2010, había 3803 personas residiendo en el municipio de Washington. La densidad de población era de 42,82 hab./km². De los 3803 habitantes, el municipio de Washington estaba compuesto por el 93,24 % blancos, el 2,63 % eran afroamericanos, el 0,53 % eran amerindios, el 0,74 % eran asiáticos, el 1,31 % eran de otras razas y el 1,55 % eran de una mezcla de razas. Del total de la población el 3,13 % eran hispanos o latinos de cualquier raza.